# Television en Pakistán
La televisión en Pakistán comenzó en 1964 y la primera transmisión en vivo de Televisión en Pakistán comenzó el 26 de noviembre de 1964 en Lahore .

## Historia
Originalmente un proyecto del sector privado en 1961 por el destacado industrial Syed Wajjid Ali, quien firmó un acuerdo de empresa conjunta con Nipon Electric Company ( NEC ), el ingeniero pakistaní líder Ubaidur Rahman fue designado por Wajjid Ali para dirigir el proyecto de televisión. Para 1962, después de una serie de pruebas piloto de transmisión, el gobierno de Ayub Khan asumió rápidamente el proyecto en 1963 por el "mayor interés nacional de Pakistán". El presidente Ayub Khan volvió a nombrar a Ubaidur Rahman en 1963 bajo el Ministerio de Información para continuar con la colaboración de la empresa conjunta NEC para lanzar Televisión de Pakistán o PTV. El proyecto comenzó con una carpa en el lote trasero de Radio Pakistan Lahore donde se construyeron una torre de transmisión y un estudio. El 26 de noviembre de 1964, la primera estación de televisión oficial comenzó las transmisiones de transmisión desde Lahore, seguido de Daca en 1965 (entonces la capital del este de Pakistán ). Se estableció un tercer centro en Rawalpindi - Islamabad en 1965 y el cuarto en Karachi en 1966. Centros posteriores en Peshawar y Quetta se establecieron en 1974. PTV fue otorgado por Television Promoters Company en 1966, que se estableció bajo el Ministerio de Información y Radiodifusión en el mismo año. TPC fue actualizado a Pakistan Television Corp en 1967. En 1972 PTV Corporation fue nacionalizada. Originalmente transmitido en blanco y negro, PTV comenzó la transmisión de color en 1976. Con esta nueva actualización en técnicas y equipos, la Academia de Televisión de Pakistán se fundó y abrió en 1987 para enseñar a los estudiantes que deseaban trabajar en el medio. Al igual que con el otro acuerdo, el gobierno financió la mayoría de los fondos, mientras que los capitalistas de riesgo privados ofrecieron financiar el resto. La transmisión matutina de finales de los 80 comenzó en PTV.
En 1990, el entonces gobierno lanzó la primera red de televisión semi gubernamental del país con el nombre de "Peoples Television Network (PTN) bajo la red Peoples TV Network, una compañía de propiedad total de Shalimar Recording Company (que ahora es Shalimar Recording and Broadcasting Company). ) PTN, la compañía de propiedad total se fusionó con Shalimar Recording Company en 1991 y el canal de televisión PTN pasó a llamarse Shalimar Television Network (STN). PTN / STN comenzó primero desde Islamabad y luego desde Karachi, Lahore y, a mediados de la década de 1990, la red llegó a todo el país. STN por primera vez en Pakistán comenzó las programaciones de CNN International en el haz terrestre, este fue el primer proyecto de STN. Pronto comenzaron los programas de BBC World. En 1990, PTN, en virtud de un acuerdo con una compañía privada (Inter-flow), comenzó el primer tragamonedas privado de televisión de Pakistán, Network Television Marketing (NTM), de esta manera la transmisión de STN se convirtió en la combinación de programaciones de CNN, tragamonedas de NTM y emisiones limitadas de programaciones de BBC World y DW TV alemana. Esto continuó con éxito hasta 1999. NTM llegó como un soplo de aire fresco para los espectadores paquistaníes debido a sus programaciones frescas e innovadoras.
PTV Network lanzó un servicio de transmisión satelital a gran escala en 1991-1992. PTV-2, el primer canal satelital de Pakistán comenzó en 1992. En 1994, PTV se convirtió en parte del haz de satélite junto con PTV-2. PTV 2 pasó a llamarse PTV World en 1998. PTV-2 / World también disfrutó de la audiencia en el haz terrestre. En 1998, PTV, en asociación con una empresa privada (Prime Entertainment Network), inició PTV Prime, exclusivamente para los televidentes europeos y más tarde para los estadounidenses. La transmisión satelital de TV digital se lanzó en 1999. PTV / PTV-1 obtuvo su haz satelital (independiente de PTV 2 / World) en 2001.
NTM salió del aire en 1999 debido a pérdidas financieras y con eso STN también cerró la transmisión internacional de CNN, las programaciones limitadas BBC World y DW TV en 1999. STN fue asumido por PTV Network en 1999 y recibió el nuevo nombre de Channel-3, que comenzó sus transmisiones regularmente en 2000. También se dispuso un haz de satélite de STN / Channel-3.
En 2000, el entonces gobierno de Pakistán abrió nuevas formas para la industria de los medios de comunicación de Pakistán al permitir que los canales de televisión privados operen abiertamente incluso para transmitir sus propias noticias y contenido de actualidad. Indus Vision (primer canal satelital privado de Pakistán) se lanzó en 2000. ARY Digital se lanzó en 2001, Geo TV en 2002, Aaj TV en 2004 y Hum TV se lanzó en 2005, y el fenómeno continuó.
En 2005, Channel-3 salió del aire y con eso Shalimar Recording and Broadcasting Company renombró su canal de TV a ATV (una empresa conjunta de Shalimar Rec. & Transmitir. Co. y SSI) y ATV comenzaron su transmisión como el único canal de televisión semiprivado de Pakistán que se muestra en el haz terrestre y satelital (ahora ATV funciona como un canal de televisión semi-gubernamental ya que SRBC no ha extendido su acuerdo con SSI) . En 2007, PTV o PTV-1 recibió un nuevo nombre PTV Home y PTV World salió del aire (PTV World se reinició en 2012-13 como el único canal satelital puro / en inglés de Pakistán). PTV News reemplazó a PTV World en 2007. Los canales PTV Home, PTV News (ambos de propiedad estatal) y ATV (semiprivados) se muestran en haces terrestres junto con el haz satelital. Si bien recientemente se inició, PTV Sports está disponible en haces terrestres en lugar de PTV Home o PTV News solo durante los importantes eventos deportivos nacionales e internacionales. PTV Prime salió del alcance de PTV en 2005 como Prime TV independiente; PTV lanzó un canal exclusivo para América y Europa en 2006, es decir PTV Global.

## Redes importantes de Televisión
Radiodifusoras nacionales Actualmente, dos cadenas de televisión, que trabajan bajo el Ministerio de Información y Radiodifusión del Gobierno Federal, reciben la condición de emisoras nacionales.
Red PTV, la red de televisión estatal: Los siguientes canales de televisión están trabajando en la red PTV.
PTV o PTV Home
- PTV News
- PTV Global
- PTV World
- PTV Sports
- PTV Parliament
- PTV National
- PTV Bolan
- AJK TV

Shalimar Recording and Broadcasting Company: el siguiente canal de televisión está bajo SRBC
- ATV

## Canales de televisión privados
Hay muchas redes de televisión privadas que funcionan. Estos son:
Red digital ARY
- ARY Digital
- ARY QTV
- ARY News
- ARY Musik
- ARY Zindagi
- HBO
- Nickelodeon

Geo TV Network
- Geo TV
- Geo News
- Geo Super
- Geo Tez
- Geo Kahani

Red de TV Hum
- Hum TV
- Hum News
- Hum Masala
- Hum Sitaray

Indus TV Network
- Indus News

Aaj TV Network
- Aaj Entertainment
- Aaj News
- Play Entertainment

Red de TV Express
- Express Entertainment
- Express News

Dunya TV Network
- Dunya News

Airwaves Media / Interflow
- TV One
- News One
- Waseb TV

Leo Communications
- Filmazia
- Film World
- Filmax
- LTN Family
- Aruj

- Cartoon Network
- AXN Pakistan
- Warner Brothers Pakistan

Red Samaa
- Samaa TV
- 92 News
- Canal 24
- Public TV
- SEE TV
- Oxygene

Apna Network
- Apna Channel
- Ab Takk
- 8XM
- Jalwa
- Canal 5
- Canal 7
- Roze News
- Such TV
- Koh-e-Noor News
- Raavi TV

KTN
- KTN Sindhi
- KTN News

Sindh TV Network
- Sindh TV
- Sindh News

Khyber TV Network
- AVT Khyber
- Khyber News
- K-2

VSH
Urdu 1
Mashriq TV
Afghan TV
Rohi TV
Dharti TV
Mehran TV
Kashish TV
Prime nes HD
Virtual University of Pakistán
- VU-1
- VU-2
- VU-3
- VU-4

Pashto 1
H now
En Pakistán, solo los radiodifusores nacionales pueden utilizar ondas terrestres. Hay tres canales de TV gratuitos disponibles en el haz terrestre, estos son PTV Home, PTV News y ATV. PTV Sports está disponible en lugar de PTV Home o PTV News cuando un partido / evento importante debe recibir cobertura en vivo, ya que PTV tiene los derechos para la cobertura deportiva en las ondas terrestres. Las transmisiones de AJK TV solo están disponibles en la red terrestre en las áreas del norte de Azad Jammu y Cachemira. Recientemente, Pakistán lanzó la transmisión digital terrestre en áreas seleccionadas solo en colaboración con China. A través de DTMB, cinco canales de televisión de la red PTV, ATV y dos canales de televisión chinos están disponibles a través del haz terrestre. Muchos canales nacionales e internacionales están disponibles vía satélite. Algunos canales de televisión nacionales son "de pago para ver". Internet Protocol TV Service es proporcionado por Pakistan Telecommunications company limited, que es de alta calidad y es bastante popular en los centros urbanos. Las redes de televisión por cable son el modo más famoso de distribución de televisión en Pakistán. No hay servicio directo al hogar (DTH) disponible en Pakistán, aunque se están haciendo esfuerzos al respecto.

## Regulación
La Autoridad Reguladora de Medios Electrónicos de Pakistán regulariza los canales de televisión en Pakistán. Esta autoridad emite licencias para el lanzamiento de cualquier canal de televisión en Pakistán. Los organismos de radiodifusión nacionales mencionados anteriormente, es decir, PTV Corp y SRBC, no son competencia de PEMRA.

## Preocupación por el aumento de la afluencia de canales extranjeros.
Muchos espectadores y artistas de la televisión paquistaní han expresado su preocupación por el aumento de canales extranjeros en la televisión local, particularmente en India y Oriente Medio . Muchos periodistas pakistaníes locales lo han calificado de una invasión cultural del país, así como una amenaza para los negocios de los artistas locales.